# Halálos célpont
A Halálos célpont (eredeti cím: The Package) 2013-ban DVD-n kiadott amerikai akciófilm, melyet Jesse V. Johnson rendezett. A film főszereplője Stone Cold Steve Austin és Dolph Lundgren.
A kanadai Abbotsford és Vancouverben zajló, háromhetes forgatás 2012 februárjában kezdődött.

## Cselekmény
Tommy Wick (Steve Austin) kidobó és pénzbehajtó. Főnökétől, Nagy Doug-tól (Eric Keenleyside) – öccse adósságának elengedéséért cserébe – Tommy azt a feladatot kapja, hogy juttasson el egy rejtélyes csomagot „Német”-nek (Dolph Lundgren), egy hírhedt alvilági vezérnek. A csomagra azonban másoknak is fáj a foga, ezért Tommyt a rivális bűnözők és bérgyilkosok részéről folyamatos támadások érik. Eközben az is nyilvánvalóvá válik számára, hogy a küldetés célja mégsem az, amire korábban számított.

## Szereplők
| Színész                 | Szerep     | Magyar hang                   | Magyar hang                    |
| Színész                 | Szerep     | 1. magyar változat (RTL Klub) | 2. magyar változat (Digi Kft.) |
| ----------------------- | ---------- | ----------------------------- | ------------------------------ |
| Stone Cold Steve Austin | Tommy Wick | Törköly Levente               | Törköly Levente                |
| Dolph Lundgren          | Német      | Jakab Csaba                   | Vass Gábor                     |
| Eric Keenleyside        | Nagy Doug  |                               |                                |
| Mike Dopud              | Julio      |                               |                                |
| John Novak              | Nicholas   |                               |                                |
| Kristen Kerr            | Darla      |                               |                                |
| Darren Shahlavi         | Devon      |                               |                                |
| Paul Wu                 | Dosan      |                               |                                |
| Lochlyn Munro           | Eddie      |                               |                                |
| Mark Gibbon             | Jake       |                               |                                |
| Peter Bryant            | Ralph      |                               |                                |
| Monique Ganderton       | Monique    |                               |                                |
| Michael Daingerfield    | Anthony    |                               |                                |
| Jerry Trimble           | Carl       |                               |                                |
| Patrick Sabongui        | Luis       |                               |                                |

## Fordítás
- Ez a szócikk részben vagy egészben  a   The Package (2013 film) című angol Wikipédia-szócikk fordításán alapul.  Az eredeti cikk szerkesztőit annak laptörténete sorolja fel. Ez a jelzés csupán a megfogalmazás eredetét és a szerzői jogokat jelzi, nem szolgál a cikkben szereplő információk forrásmegjelöléseként.